# Dmytro Lysohub

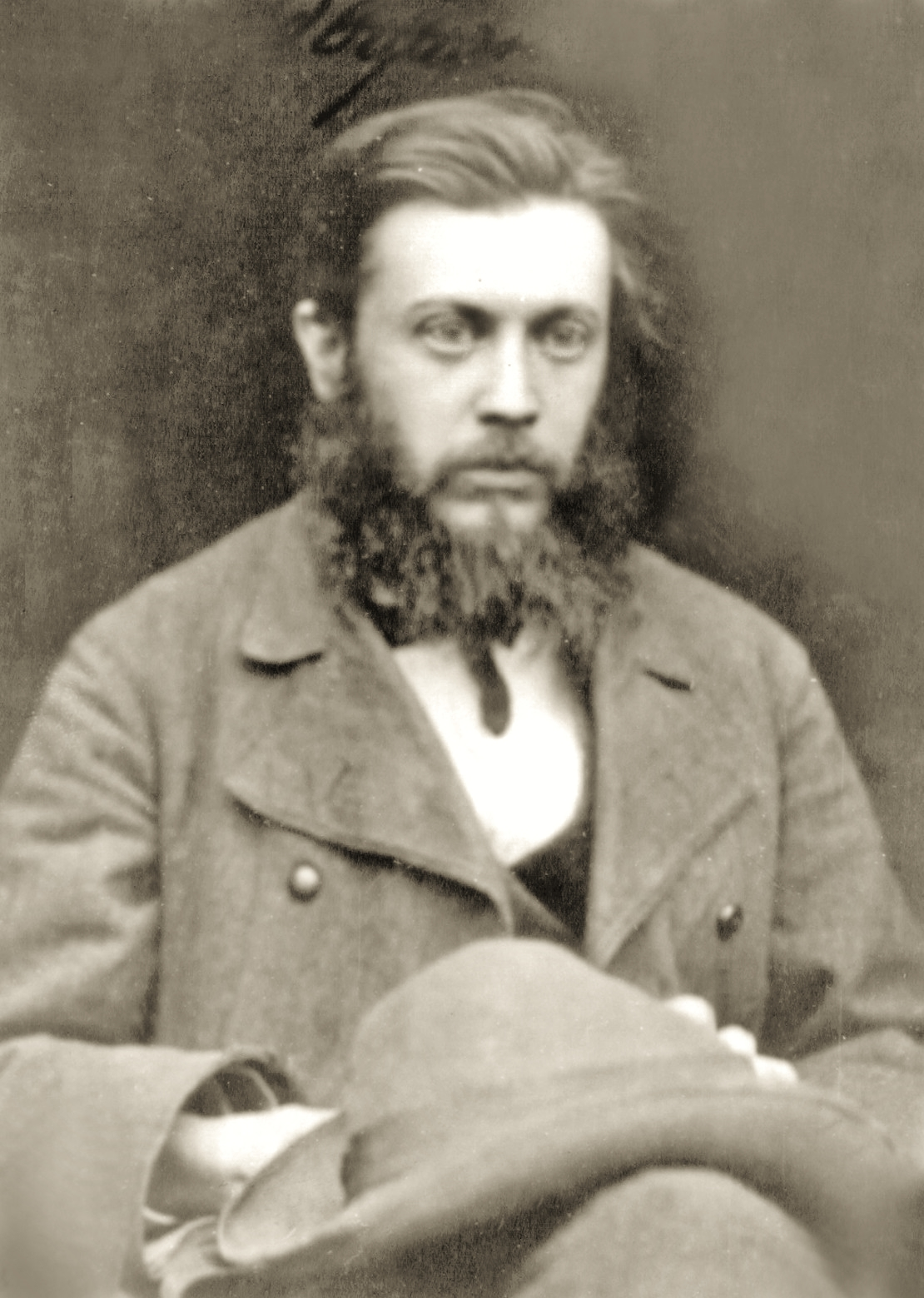
Dmytro Lysohub 1877

Dmytro Andrijowytsch Lysohub (ukrainisch Дмитро Андрійович Лизогуб, russisch Дмитрий Андреевич Лизогуб Dmitri Andrejewitsch Lisogub; * 29. Julijul. / 10. August 1849greg. in Sedniw, Gouvernement Tschernigow, Russisches Kaiserreich; † 10. Augustjul. / 22. August 1879greg. in Odessa, Gouvernement Cherson, Russisches Kaiserreich) war ein, dem Adelsgeschlecht Lysohub entstammender ukrainischer Populist und Revolutionär im Russischen Reich.

## Leben
Dmytro Lysohub kam als Sohn des wohlhabenden Gutsbesitzers Andrij Lysohub, einem Freund Taras Schewtschenkos, in Sedniw in der heute ukrainischen Oblast Tschernihiw zur Welt.
Die Kindheit verbrachte Dmytro in den Dörfern Lyselye und Sedniw. Im Alter von 11 Jahren ging er auf ein Internat im französischen Montpellier. Als er nach Russland zurückkehrte, starben seine Eltern. Nachdem er 1870 in Ekaterinoslaw das Abitur abgelegt hatte, wechselte er an die Universität in Sankt Petersburg, wo er eine gute Wohnung bezog und einen Lakaien sowie einen Koch hatte.
Er begann sein Studium an der mathematischen Fakultät der Universität, wechselte jedoch nach einem Jahr an die juristische Fakultät, an der er sich mit politischer Ökonomie beschäftigte. Außerdem befasste er sich nach dem Fakultätswechsel mit dem Literaturstudium von Frühsozialisten wie Charles Fourier, Saint-Simon, Robert Owen und Louis Blanc.
Nachdem Lysohub zu dem Schluss gelangt war, dass der Sozialismus die richtige Gesellschaftsform sei, änderte er sein Leben und zog, ohne Personal, mit einem Freund zusammen in eine kleine Wohnung. Er war zwar Millionär, Eigentümer eines riesigen Landgutes in einer der besten Provinzen Russland, mit  Herrenhäusern und Wäldern, lebte aber nun wie die Ärmsten seiner Leibeigenen, da er seinen Besitz für die Revolution einsetzte. Er bezahlte nicht mehr für die Vorlesungen und wurde 1874 von der Universität ausgeschlossen.
1873 gründete sich in Sankt Petersburg ein Jugendgruppe mit dem Ziel der friedlichen Propaganda unter den Bauern, bei der er einer der Leiter war. Nach seiner Immatrikulation wurde er Mitglied des Tschaikowski-Zirkels und ging für etwa 8 Monate ins Ausland, um Verbindungen zwischen sozialistischen russischen und ebensolchen ausländischen Gruppen zu etablieren. Er hielt sich in Paris, Lyon, London und Serbien auf, und ließ sich nach seiner Rückkehr ins Russische Reich im Dorf Lystwene (Листвене) nieder.
Nachdem Georgi Stepanowitsch Trudnizki (Георгий Степанович Трудницкий; 1854–1876) die Gruppe verraten hatte, gab es zahlreiche Festnahmen und auch Lysohub geriet in den Fokus der Polizei und wurde überwacht. Die strengen Bestrafungen der verhafteten Propagandisten und die zunehmende Verfolgung der Sozialisten führte bei Lysohub zu einer Änderung der Ansichten über den weiteren Weg seines Engagements, und so trat er in Kiew dem Kreis um Lew Deitsch und Iwan Fessenko (Іван Федорович Фесенко; 1846–1882) bei.
Im Herbst 1876 nahm er an der Gründung der geheime populistischen Organisation „Land und Freiheit“ (Земля и воля) teil und Ende 1877 schloss er sich in Kiew der Terrororganisation von Walerian Ossinski (ab 1878 – „Exekutivkomitee der Sozialrevolutionären Partei“) an. Persönlich nahm er nie an Taten mit tödlichem Ausgang teil, galt jedoch als „Finanzier des Terrorismus in Russland“ und hat für die Finanzierung von Terrorakten etwa 185–250.000 Rubel investiert. Im September 1878 wurde er in Odessa verhaftet und verbrachte etwa ein Jahr im Gefängnis, bis am 6. August der „Prozess 28“ des Militärgerichtshofs von Odessa begann, bei dem er, gemeinsam mit weiteren Beschuldigten, am 19. September 1879 für schuldig befunden wurde, die Ermordung des russischen Kaisers Alexander II. vorbereitet zu haben und zum „Tod durch den Strang“ verurteilt wurde. Am 22. August 1879 wurde Lysohub, im Alter von 30 Jahren, auf den Rennfeld in Odessa hingerichtet.
In revolutionären Kreisen hatte Lysohub den Ruf eines Mannes von idealer Moral, eines „Heiligen der Revolution“. Die zeitgenössischen Russen war an der Persönlichkeit von Dmytro Lysohub interessiert, und er inspirierte Tolstoi zu der, während der Zarenzeit verbotenen, Geschichte Das Göttliche und das Menschliche.

## Familie
Dmytro Lysohub war der Neffe des Generals, Komponisten und Pianisten Oleksandr Lysohub (Олександр Іванович Лизогуб; 1790–1839) und der ältere Bruder des späteren Präsidenten des Ministerrates des Ukrainischen Staates Fedir Lysohub.